# Positive Infinitely Variable

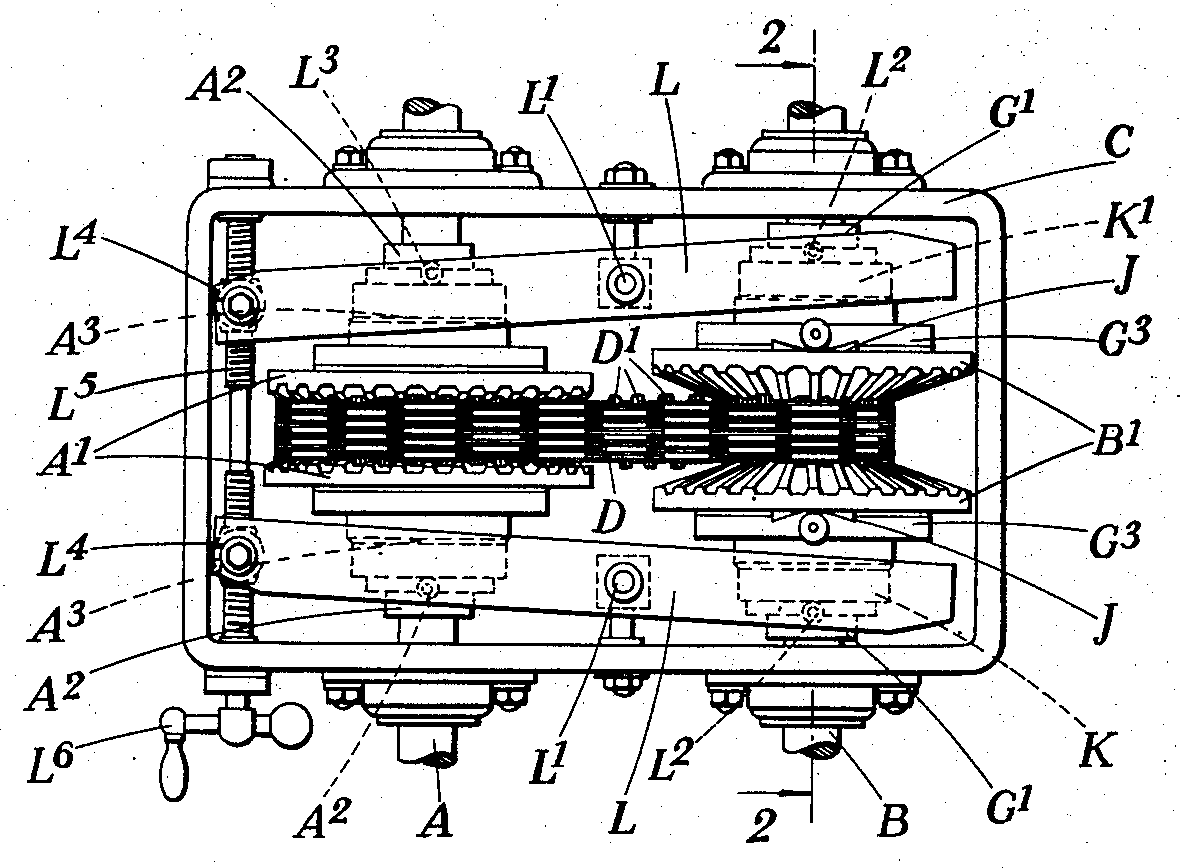
Bild 1 aus US-Patent US2068784

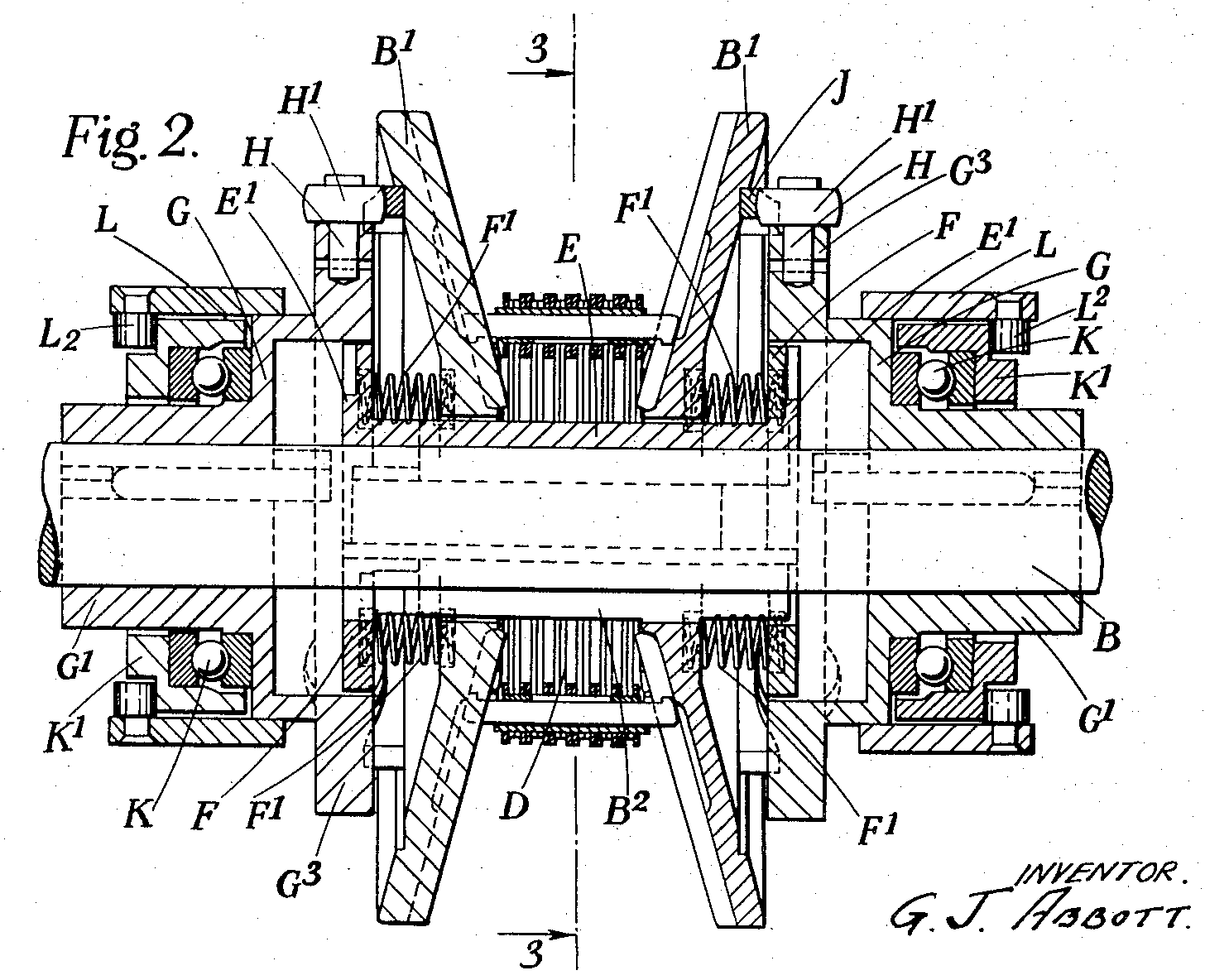
Bild 2 aus US-Patent US2068784

Positive Infinitely Variable (PIV) ist die englische  Bezeichnung, die der Engländer Geoffrey Joseph Abott für das von ihm 1924 erfundene mechanisch verstellbare Stufenlosgetriebe einführte. Der Deutsche Werner Reimers (1888–1965) kaufte das Patent und gründete 1928 in Bad Homburg vor der Höhe eine englisch-deutsche Getriebefirma, die – seit 1931 ganz in seinem Besitz – 1936 in P.I.V. Antrieb Werner Reimers KG umbenannt wurde. Seit 1960 hieß das Unternehmen PIV Antrieb Werner Reimers GmbH & Co. KG bevor es nach der Übernahme durch den italienischen Getriebehersteller Brevini am 1. November 2001 in PIV Drives GmbH umbenannt wurde.
Das PIV-Getriebe besteht prinzipiell aus zwei verzahnten Kegelscheibenpaaren, die sich auf den parallel angeordneten Wellen (An- und Abtriebswelle) befinden. Sie sind verbunden durch eine Kette aus Paketen mit Stahllamellen, die innerhalb der einzelnen Pakete verschiebbar sind. Die Stirnseiten der Lamellen greifen in radial eingearbeitete flache Vertiefungen in den Kegelscheiben und übertragen so das Drehmoment. Beide Scheiben der Wellen sind auf der jeweiligen Welle verschiebbar angeordnet. Über eine mechanisch oder hydraulisch verstellbare Wippe können die Abstände der Scheibenpaare stufenlos variiert werden, wodurch sich die Lamellenkette verschiebt.  Dadurch ändern sich die wirksamen Übertragungsdurchmesser der Kette und damit das Übersetzungsverhältnis.
PIV als Herstellerbezeichnung war für lange Zeit Prototyp und Synonym für CVT-Getriebe. Die Lamellenkettengetriebe zeichnen sich aus durch einfachen und robusten Aufbau, hohe Zuverlässigkeit, Wartungsarmut und einfache Steuerung mit hoher Präzision. Sie können während des Betriebs bei voller Last betätigt werden und haben bei normalem Betrieb keinen Schlupf. Damit eignen sie sich zur stufenlosen Drehmoment- und Drehzahlwandlung und – bei entsprechender Steuerung – zum automatischen Ausgleich von Drehzahlschwankungen, wie er beispielsweise beim Antrieb von Generatoren notwendig ist. Bei Überlastung oder Blockade springen die Lamellen über. Damit übernimmt das Getriebe – unter erhöhtem Verschleiß – auch die Funktion einer Sicherheits- oder Rutschkupplung.
Ihre Nachteile sind großes Gewicht, hoher Platzbedarf und der mechanische Verschleiß von Kette und Scheiben. Eine Weiterentwicklung dieser Lamellenkettengetriebe sind sogenannte Rollenkettengetriebe, wobei die Kegelscheiben nicht mehr verzahnt sind und die Kraftübertragung durch Ketten mit seitlichen Rollen geschieht. Vorteil dieser Weiterentwicklung ist, dass bei Überlast ein Durchrutschen der Kette nicht zur Abnutzung führt. Des Weiteren gibt es Getriebetypen mit glatten Scheiben und Ketten, bei denen der Reibschluss durch Wiegedruckstücke anstatt der Lamellen oder Rollen erreicht wird. Diese Ketten werden auch in den bereits im Einsatz befindlichen CVT-Getrieben eingesetzt.
PIV-Getriebe wurden lange Zeit als Standardlösung in Spezialmaschinen des allgemeinen Maschinenbaus und in Baumaschinen eingesetzt. Aus ihnen wurden die modernen elektronisch gesteuerten Getriebe entwickelt, die heute in Automobilen Verwendung finden.